# Bundestagswahl 1976
- SPD: 224
- CDU/CSU: 254
- FDP: 40

- Regierung: 264
- Opposition: 254

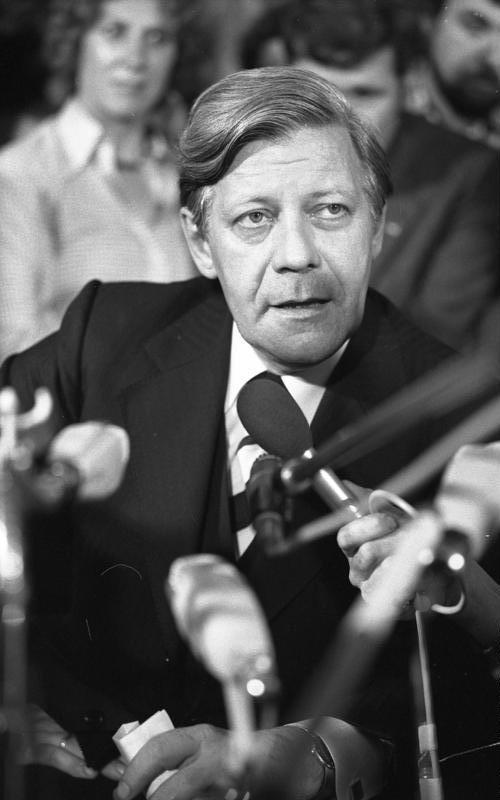
Helmut Schmidt beim Interview in der Wahlnacht

Die Bundestagswahl 1976 fand am 3. Oktober 1976 statt. Die Wahl zum 8. Deutschen Bundestag war die erste nach dem Rücktritt von Bundeskanzler Willy Brandt (SPD) im Mai 1974 und somit die erste Bewährungsprobe für dessen Nachfolger Helmut Schmidt. Die SPD verlor den ersten Platz an die Unionsparteien, doch die sozialliberale Koalition aus SPD und FDP behauptete die absolute Mehrheit und wurde fortgesetzt.

## Hintergrund
Für die Unionsparteien trat der CDU-Vorsitzende und Ministerpräsident des Landes Rheinland-Pfalz, Helmut Kohl, an.
Die Unionsparteien erhielten 48,6 % der Stimmen und 254 Bundestagsmandate (260 Mandate waren die kleinste absolute Mehrheit). Die SPD erhielt 42,6 Prozent (minus 3,2 Prozentpunkte) und 224 Bundestagsmandate (minus 18 Sitze). Sie war nicht mehr stärkste Bundestagsfraktion, hatte aber zusammen mit der FDP (40 Sitze) 264 Sitze und konnte die sozialliberale Koalition fortsetzen.
Die Analyse: In Norddeutschland ging für die Union die Wahl verloren. Die SPD büßte besonders in katholischen Gebieten Stimmen ein.
Die SPD zog unter dem Motto Modell Deutschland in den Wahlkampf, die CDU plakatierte unter anderem „sicher, sozial und frei“ und die CSU trat mit dem polarisierenden Slogan „Freiheit oder Sozialismus“ an.
Die Herabsetzung des Volljährigkeitsalters von 21 auf 18 Jahre am 1. Januar 1975 hatte zur Folge, dass das Mindestalter für das passive Wahlrecht zum Bundestag von 21 Jahren auf 18 sank, nachdem dieses durch eine Änderung von Art. 38 Abs. 2 GG ab dem 1. August 1970 gesetzlich an das Volljährigkeitsalter gekoppelt worden war.

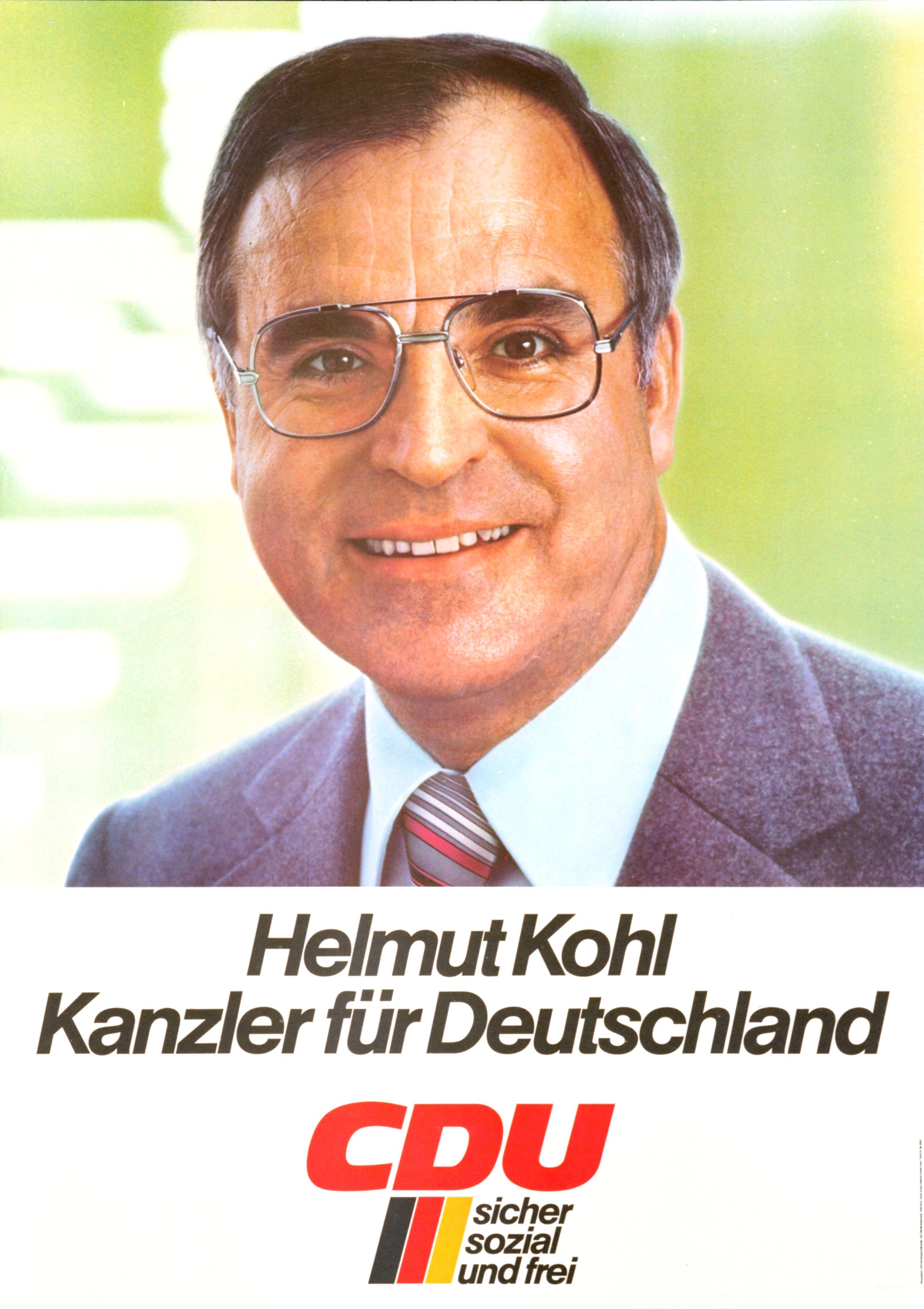
Wahlkampfplakat der CDU

## Amtliches Endergebnis
| Listen                       | Listen                                                           | Erststimmen | Erststimmen | Erststimmen | Erststimmen | Zweitstimmen | Zweitstimmen | Zweitstimmen | Zweitstimmen | Mandate | Mandate | Berliner Abg. |
| Listen                       | Listen                                                           | Stimmen     | %           | +/-         | Mandate     | Stimmen      | %            | +/-          | Mandate      | Anzahl  | +/-     | Berliner Abg. |
| ---------------------------- | ---------------------------------------------------------------- | ----------- | ----------- | ----------- | ----------- | ------------ | ------------ | ------------ | ------------ | ------- | ------- | ------------- |
|                              | Sozialdemokratische Partei Deutschlands (SPD)                    | 16.471.321  | 43,7        | –5,2        | 114         | 16.099.019   | 42,6         | –3,3         | 100          | 214     | –16     | 10            |
|                              | Christlich Demokratische Union Deutschlands (CDU)                | 14.423.157  | 38,3        | +2,6        | 94          | 14.367.302   | 38,0         | +2,8         | 96           | 190     | +13     | 11            |
|                              | Christlich-Soziale Union in Bayern (CSU)                         | 4.008.514   | 10,6        | +0,9        | 40          | 4.027.499    | 10,6         | +1,0         | 13           | 53      | +5      | –             |
|                              | Freie Demokratische Partei (FDP)                                 | 2.417.683   | 6,4         | +1,6        | –           | 2.995.085    | 7,9          | –0,4         | 39           | 39      | –2      | 1             |
|                              | Nationaldemokratische Partei Deutschlands (NPD)                  | 136.028     | 0,4         | –0,2        | –           | 122.661      | 0,3          | –0,2         | –            | –       | –       | –             |
|                              | Deutsche Kommunistische Partei (DKP)                             | 170.855     | 0,5         | +0,1        | –           | 118.581      | 0,3          | ±0,0         | –            | –       | –       | –             |
|                              | Kommunistische Partei Deutschlands (Aufbauorganisation) (KPD-AO) | 8.822       | 0,0         | N/A         | –           | 22.714       | 0,1          | N/A          | –            | –       | –       | –             |
|                              | Aktionsgemeinschaft Unabhängiger Deutscher (AUD)                 | 19.490      | 0,1         | N/A         | –           | 22.202       | 0,1          | N/A          | –            | –       | –       | –             |
|                              | Kommunistischer Bund Westdeutschland (KBW)                       | 21.414      | 0,1         | N/A         | –           | 20.018       | 0,1          | N/A          | –            | –       | –       | –             |
|                              | Europäische Arbeiter-Partei (EAP)                                | 3.177       | 0,0         | N/A         | –           | 6.811        | 0,0          | N/A          | –            | –       | –       | –             |
|                              | Christliche Bayerische Volkspartei (CBV)                         | 4.876       | 0,0         | N/A         | –           | 6.720        | 0,0          | N/A          | –            | –       | –       | –             |
|                              | Gruppe Internationale Marxisten (GIM)                            | 2.037       | 0,0         | N/A         | –           | 4.759        | 0,0          | N/A          | –            | –       | –       | –             |
|                              | Aktionsgemeinschaft Vierte Partei (AVP)                          | 2.636       | 0,0         | N/A         | –           | 4.723        | 0,0          | N/A          | –            | –       | –       | –             |
|                              | 5%-Block                                                         | 985         | 0,0         | N/A         | –           | 2.940        | 0,0          | N/A          | –            | –       | –       | –             |
|                              | Unabhängige Arbeiter-Partei (UAP)                                | 499         | 0,0         | N/A         | –           | 765          | 0,0          | N/A          | –            | –       | –       | –             |
|                              | Vereinigte Linke (VL)                                            | 217         | 0,0         | N/A         | –           | 701          | 0,0          | N/A          | –            | –       | –       | –             |
|                              | Recht und Freiheit Partei (RFP)                                  | 227         | 0,0         | N/A         | –           | –            | –            | N/A          | –            | –       | –       | –             |
|                              | Wählergruppen/Einzelbewerber                                     | 3.706       | 0,0         | ±0,0        | –           | –            | –            | –            | –            | –       | –       | –             |
| Gesamt                       | Gesamt                                                           | 37.695.644  | 100         |             | 248         | 37.822.500   | 100          |              | 248          | 496     | –       | 22            |
|                              |                                                                  |             |             |             |             |              |              |              |              |         |         |               |
| Ungültige Stimmen            | Ungültige Stimmen                                                | 470.109     | 1,2         | ±0,0        |             | 343.253      | 0,9          | +0,1         |              |         |         |               |
| Wähler                       | Wähler                                                           | 38.165.753  | 90,7        | –0,4        |             | 38.165.753   | 90,7         | –0,4         |              |         |         |               |
| Wahlberechtigte              | Wahlberechtigte                                                  | 42.058.015  |             |             |             | 42.058.015   |              |              |              |         |         |               |
|                              |                                                                  |             |             |             |             |              |              |              |              |         |         |               |
| Quelle: Der Bundeswahlleiter |                                                                  |             |             |             |             |              |              |              |              |         |         |               |

### Ergebnisse in den Bundesländern

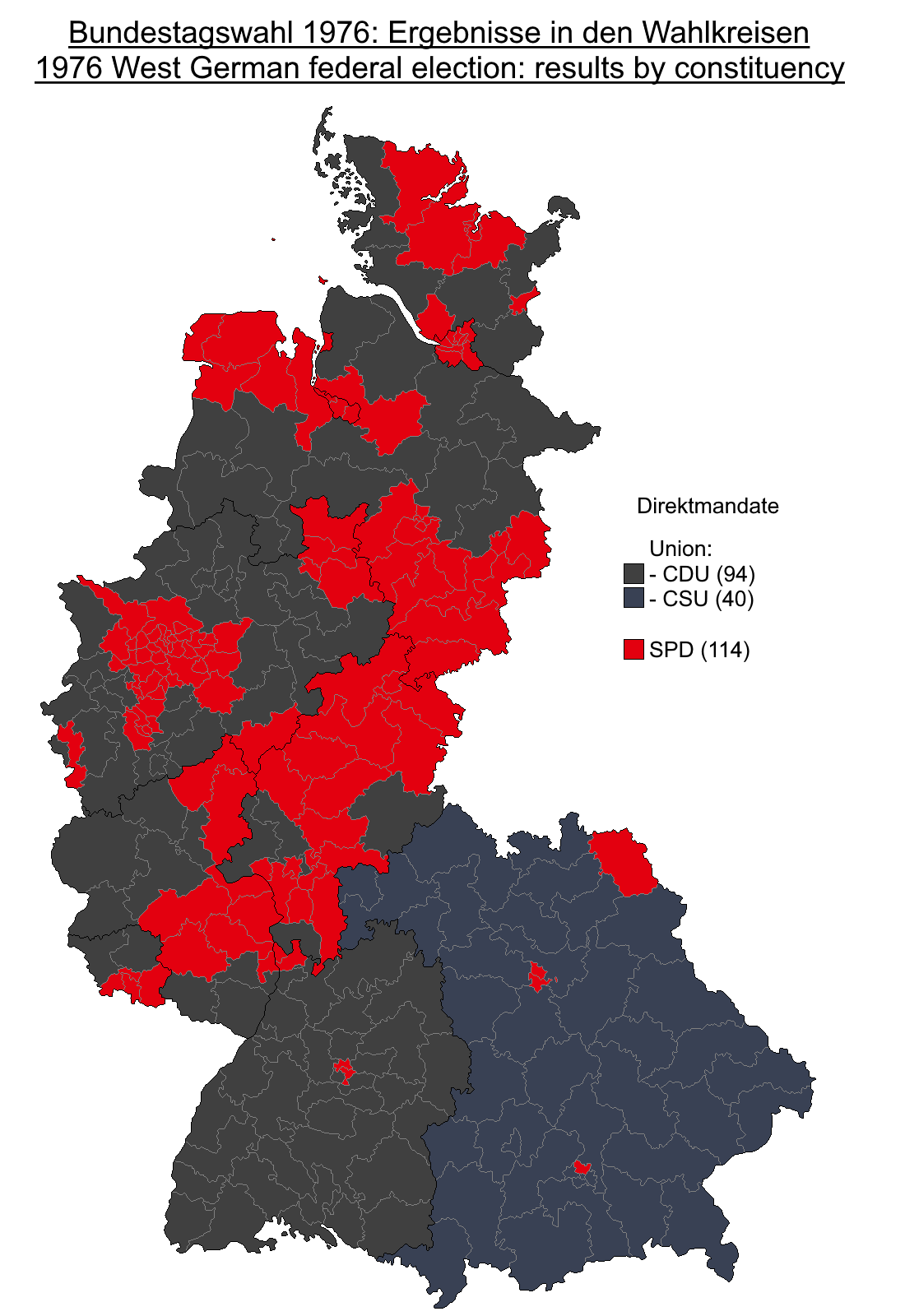
Erststimmenmehrheiten in den Wahlkreisen:
SPD
CDU/CSU

| Bundesland          | Wahl- berechtigte | Wähler     | Wahl- beteiligung | CDU/CSU | CDU/CSU | SPD  | SPD   | FDP  | FDP   |
| Bundesland          | Wahl- berechtigte | Wähler     | Wahl- beteiligung | Erst    | Zweit   | Erst | Zweit | Erst | Zweit |
| ------------------- | ----------------- | ---------- | ----------------- | ------- | ------- | ---- | ----- | ---- | ----- |
| Baden-Württemberg   | 06.118.464        | 05.452.370 | 89,1              | 53,6    | 53,3    | 38,3 | 36,6  | 07,0 | 09,1  |
| Bayern              | 07.547.820        | 06.764.839 | 89,6              | 60,0    | 60,0    | 33,7 | 32,8  | 05,3 | 06,2  |
| Bremen              | 00.528.346        | 00.475.582 | 90,0              | 32,8    | 32,5    | 54,4 | 54,0  | 10,9 | 11,8  |
| Hamburg             | 01.287.473        | 01.173.082 | 91,1              | 36,1    | 35,9    | 54,3 | 52,6  | 08,1 | 10,2  |
| Hessen              | 03.899.454        | 03.585.275 | 91,9              | 45,1    | 44,8    | 46,9 | 45,7  | 06,9 | 08,5  |
| Niedersachsen       | 05.205.680        | 04.757.376 | 91,4              | 46,2    | 45,7    | 47,0 | 45,7  | 06,1 | 07,9  |
| Nordrhein-Westfalen | 12.118.533        | 11.066.546 | 91,3              | 44,8    | 44,5    | 47,9 | 46,9  | 06,4 | 07,8  |
| Rheinland-Pfalz     | 02.676.890        | 02.448.946 | 91,5              | 50,2    | 49,9    | 42,4 | 41,7  | 06,5 | 07,6  |
| Saarland            | 00.811.322        | 00.753.786 | 92,9              | 46,5    | 46,2    | 46,7 | 46,1  | 05,6 | 06,6  |
| Schleswig-Holstein  | 01.864.033        | 01.687.951 | 90,6              | 44,5    | 44,1    | 48,0 | 46,4  | 06,7 | 08,8  |

## Konsequenz
| Mögliche Koalitionen | Sitze |
| -------------------- | ----- |
| Sitze gesamt         | 518   |
| voll stimmberechtigt | 496   |
| Zweidrittel-Mehrheit | 331   |
| Union, SPD           | 478   |
| Absolute Mehrheit    | 249   |
| Union, FDP           | 294   |
| SPD, FDP             | 264   |

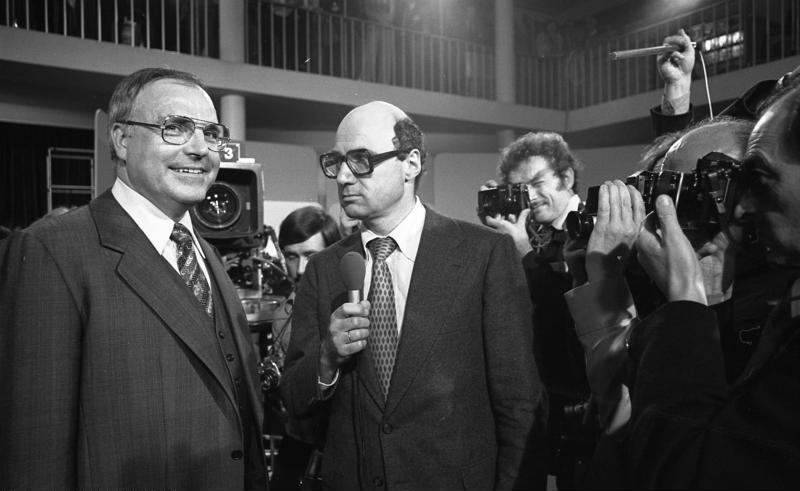
Fernsehinterview mit Helmut Kohl

Während die FDP vor der Wahl für die Fortsetzung der sozialliberalen Koalition warb, setzte die Union auf eine Alleinregierung. Helmut Schmidt wurde mit den Stimmen der sozialliberalen Koalition im Bundestag als Bundeskanzler wiedergewählt. 
Die Union stand mit dem Kreuther Trennungsbeschluss der CSU nahe an der Spaltung.
Helmut Kohl wechselte als Oppositionsführer der CDU/CSU nach Bonn, sein Amt als Ministerpräsident von Rheinland-Pfalz gab er ab, und zusätzlich zum Parteivorsitz übernahm er den Vorsitz der CDU/CSU-Bundestagsfraktion.
Der bisherige Oppositionsführer Karl Carstens wurde zunächst neuer Bundestagspräsident und 1979 zum Bundespräsidenten gewählt.